# Just a Kiss (Lady Antebellum)
Just a Kiss, è un brano del gruppo country statunitense Lady Antebellum, primo singolo del loro terzo album.

## Tracce

### Download digitale e versione canadese
1. Just a Kiss – 3:14

### Versione US
1. Just a Kiss – 3:14
2. Bottle Up Lightning – 4:06

## Video
Il video è stato girato a Parigi, Londra e in Tennessee sotto la regia di Shaun Silva. Il video segue la storia d'amore di una coppia durante il loro viaggio attraverso Parigi, Londra e Berlino.

## Classifiche
| Classifica    | Posizione massima |
| ------------- | ----------------- |
| Canada        | 13                |
| Giappone      | 21                |
| Paesi Bassi   | 91                |
| USA           | 7                 |
| USA (Country) | 1                 |

### Classifiche di fine anno
| Classifica (2011) | Posizione |
| ----------------- | --------- |
| Stati Uniti       | 42        |